# Freddie Gilroy
Frederick Gilroy (* 7. März 1936 in Belfast, Nordirland, Vereinigtes Königreich; † 28. Juni 2016) war ein britischer bzw. irischer Boxer. Er gewann als Amateurboxer bei den Olympischen Spielen 1956 in Melbourne eine Bronzemedaille im Bantamgewicht und war auch Europameister der Berufsboxer im Bantamgewicht.

## Werdegang
Freddie Gilroy war als Nordire britischer Staatsbürger und lebte in Belfast. Er begann dort auch mit dem Boxen. Während seiner Amateurzeit boxte er für Irland, als Profiboxer für Großbritannien (Vereinigtes Königreich).

### Laufbahn als Amateurboxer
Freddie Gilroy wurde 1955 irischer Meister im Fliegengewicht und 1956 im Bantamgewicht. Seinen ersten internationalen Einsatz für Irland absolvierte er im Februar 1955, als er anlässlich eines Länderkampfes England gegen Irland in London im Fliegengewicht über Derek Lloyd nach Punkten gewann. Im Juni 1955 vertrat er Irland bei der Europameisterschaft der Amateurboxer in Berlin. Er verlor dort im Fliegengewicht im Achtelfinale gegen Mircea Dobrescu aus Rumänien durch Techn. K. o. in der 2. Runde. Er schied damit aus und kam gemeinsam mit allen Verlierern des Achtelfinales auf den 9. Platz.
Im Januar 1956 besiegte er in Kiel in einem Länderkampf Irland gegen die Bundesrepublik Deutschland Ernst Kapellmann nach Punkten.
Auch bei den Olympischen Spielen 1956 in Melbourne startete Freddie Gilroy für Irland. Dabei sorgte er im Bantamgewicht in seinem ersten Kampf im Achtelfinale für eine kleine Sensation, als er den amtierenden Europameister Boris Stepanow aus der Sowjetunion in der 3. Runde k. o. schlug. Im Viertelfinale siegte er über Mario Sitri aus Italien nach Punkten, im Halbfinale unterlag er aber gegen Wolfgang Behrendt aus Berlin, der für die gesamtdeutsche Mannschaft startete, nach Punkten. Er gewann damit eine olympische Bronzemedaille.

### Laufbahn als Berufsboxer
Freddie Gilroy trat nach den Olympischen Spielen 1956 in das Lager der Berufsboxer über. Seinen ersten Kampf bestritt er am 9. Februar 1957 in Belfast und siegte dabei über Derek McReynolds durch K. o. in der 1. Runde. Nach diesem Kampf blieb er die nächsten drei Jahre lang in weiteren 20 Kämpfen siegreich. Er schlug dabei u. a. am 8. März 1958 in Belfast den belgischen Meister Pierre Cossemyns in der 4. Runde K. o., gewann am 10. Januar 1959 in Belfast mit einem Techn. K.-o.-Sieg in der 11. Runde über Peter Keenan (Boxer) den britischen Meistertitel sowie den Meistertitel des Commonwealth (British Empire), siegte am 15. September 1959 in Wembley über den italienischen Ex-Weltmeister Mario D’Agata nach Punkten und wurde am 3. November 1959 in Wembley mit einem Punktsieg über den Titelverteidiger Piero Rollo aus Italien Europameister (EBU) im Bantamgewicht. Am 19. März 1960 verteidigte er in Belfast die drei Titel, die er zu diesem Zeitpunkt besaß, mit einem Techn. K.-o.-Sieg über den Schotten Billy Rafferty erfolgreich.
Am 25. April 1960 musste Freddie Gilroy in Manchester die erste Niederlage in seiner Profilaufbahn hinnehmen. Er verlor etwas überraschend gegen den Mexikaner Ignacio Pina nach Punkten. Trotzdem erhielt er die Chance am 15. Oktober 1960 in Wembley gegen den Franzosen Alphonse Halimi um den Weltmeistertitel im Bantamgewicht zu boxen, der nach dem Rücktritt des mexikanischen Weltmeisters Jose Beccara vakant war. Er verlor diesen Kampf aber nach 15 Runden nach Punkten.
Am 27. Mai 1961 verlor er den Europameistertitel im Bantamgewicht in Brüssel durch eine K.-o.-Niederlage in der 9. Runde an Pierre Cossemyns. Den britischen Meistertitel und den Commonwealth-Meistertitel verteidigte er aber noch zweimal erfolgreich. Am 3. März 1962 besiegte er Billy Rafferty durch K. o. in der 12. Runde und am 20. Oktober 1962 schlug er in Belfast seinen nordirischen Landsmann Johnny Caldwell durch Techn. K. o. in der 9. Runde. Trotzdem trat er nach diesem Sieg zurück.
Erläuterungen
- EBU = Europäische Box-Union
- Linksausleger: Führhand ist die linke und Schlaghand die rechte Hand

## Einzelnachweis
1. ↑  Freddie Gilroy, Ireland's Melbourne Olympics boxing hero, dies age 80